# Последние дни Помпеи (фильм, 1908)
«Последние дни Помпеи» (итал. Gli ultimi giorni di Pompeii) — итальянский немой исторический фильм 1908 года, снятый Артуро Амбросио и Луиджи Маджи, с Лидией Де Роберти и Умберто Моццато в главных ролях. Фильм основан на одноимённом романе Эдварда Бульвер-Литтона. Фильм имел успех сразу после выхода, и его популярности приписывают начало моды на эпические исторические фильмы.
Фильм был снят туринской компанией Ambrosio Film .

## Сюжет
В Помпеях 79 г. н. э. Главк и Ионе влюблены друг в друга. Арбак, египетский верховный жрец, полон решимости завоевать её. Главкус покупает слепую рабыню Нидию, с которой плохо обращается её владелец.
Нидия влюбляется в Главка и просит помощи у Арбаса. Он дает ей приворотное зелье для Главка. На самом деле это яд, который уничтожит его разум. Брат Ионе Апецид угрожает публично раскрыть свои проступки. Арбак убивает его и обвиняет в преступлении Главка. Он запирает Нидию в подвале, чтобы она не заговорила.
Главка приговорили к растерзанию львами. Нидии удаётся сбежать, и она бросается в Цирк, куда прибывает как раз в тот момент, когда Везувий начинает извергаться.
Начинается всеобщая паника, и в шоке Главк приходит в себя. Слепая Нидия, единственная, нашедшая дорогу во тьме, вызванной дождем пепла, ведёт Главка и Иону в безопасное место и обретает покой, утопившись.

## В ролях
- Луиджи Маджи в роли Арбаса
- Лидия Де Роберти в роли Нидии
- Умберто Моццато в роли Главка
- Эрнесто Васер в роли покровителя Нидии
- Мирра Принципи
- Чезаре Гани Карини